# Bouaké Football Club
 (décembre 2014).
Si vous disposez d'ouvrages ou d'articles de référence ou si vous connaissez des sites web de qualité traitant du thème abordé ici, merci de compléter l'article en donnant les références utiles à sa vérifiabilité et en les liant à la section « Notes et références ».
Maillots
Actualités
Bouaké FC est un club ivoirien de football professionnel basé à Bouaké.

## Histoire
Bouaké FC est créé le 18 octobre 2007.
Le club a été créé pour combler un vide en matière de football à Bouaké et donner une chance à de nombreux jeunes footballeurs talentueux.
Bouaké FC a franchi toutes les étapes du championnat Ivoirien : champion de la zone centre est en 2010 ce qui lui a valu d’être en division 3 l’année suivante. En D3 le club a été premier de la super D3 disputée à Yamoussoukro. En 2014, le club accède en ligue 1 du championnat national de Côte d’Ivoire et gagne la coupe nationale de Ligue 2.

## Historique
Bouaké Football Club a été créé le 18 octobre 2007. En 2008, il obtient l'autorisation  de participer aux compétitions nationales en tant que club affilié à la fédération ivoirienne de Football.
2009 : Participation au championnat d’honneur
2010 : Participation au championnat régional
2011 : Participation au championnat de D3
2012 : Participation au championnat national ligue 2
2014 : Montée en ligue 1 et champion national ligue 2
2017 : Vice Champion de ligue 2 et montée en ligue 1

## Palmarès
2010 : champion de la Division Régionale
2011 : champion D3 de la zone centre est
- Premier de la super D3
- ¼ finaliste de la coupe nationale

2012 : 1er de poule ; éliminé pour la montée en ligue 1
- ¼ finaliste de la coupe nationale

2013 : 2e de poule ; éliminé pour la montée en ligue 1
2014 : 1er de poule ; montée en ligue 1; champion coupe nationale Ligue 2
2017:   1er    de Poule ; finaliste de la finale Ligue 2 et montée en MTN LIGUE 1